# 自己整合
自己整合（じこせいごう、英: Self-alignment）とは、例えば半導体等の集積回路作製プロセスにおいて、既に形成されたパターンを次のプロセスのマスクとして利用し、マスクの位置合わせ無しで次のプロセスを進めることである。
また、最初のパターンあるいは形状が最終的な素子のパターンあるいは形状を決定する場合も自己整合と呼ぶ。
自己組織化 (Self-assembly) とは異なる。